# Cryptactites peringueyi
Cryptactites peringueyi — вид геконоподібних ящірок родини геконових (Gekkonidae). Ендемік Південно-Африканської Республіки. Вид названий на честь південноафриканського ентомолога Луї Перінже. Це єдиний представник монотипового роду Cryptactites.

## Опис
Довжина гекона Cryptactites peringueyi (враховуючи хвіст) становить 5 см, що робить його одним з найменших геконів ПАР, поряд зі смугастим карликовим геконом (Goggia lineata). Забарвлення переважно червонувато-коричневе, поцятковане тонкими блідими смугами.

## Поширення і екологія
Cryptactites peringueyi поширені на південно-західному узбережжі Східнокапської провінції, на південь від Гебехи та на південний захід від міста Сент-Френсіс-Бей, а також в районі гирла річки Кром. Вони живуть на солончаках, в заростях очерету та прибережних чагарників Acyrantthemum sordescens, трапляються поблизу людських поселень. Зустрічаються переважно на відстані до 100 м від узбережжя, в гирлі річки Кром поширені вглиб країни на відстань 5-10 км. Ведуть переважно нічний спосіб життя. Відкладають яйця, в кладці 2 яйця.